# Lissotrachelus ferrugineonotatus
Lissotrachelus ferrugineonotatus is een rechtvleugelig insect uit de familie krekels (Gryllidae). De wetenschappelijke naam van deze soort is voor het eerst geldig gepubliceerd in 1893 door Brunner von Wattenwyl.